# Matthias Dürmeyer
Matthias Dürmeyer (* 17. April 1990 in Abensberg) ist ein deutscher Fußballspieler, der beim TSV Bogen aktiv ist.

## Laufbahn
Matthias Dürmeyer kam über die Jugendstationen TSV Abensberg und SpVgg Landshut zum SSV Jahn Regensburg. Im Januar 2009 wechselte er in die Landesliga-Mannschaft des FC Dingolfing. Nach zweieinhalb Jahren kehrte er zum Jahn zurück, wo er fortan in der zweiten Mannschaft spielte. Nachdem er sich zum Stammspieler und Leistungsträger entwickelt hatte, wurde er 2014 mit einem Profivertrag ausgestattet.
Beim Auswärtsspiel bei Borussia Dortmund II (4. Spieltag der Saison 2014/15 am 9. September 2014) wurde er in der 67. Minute für Christoph Rech eingewechselt und kam so zu seinem Profidebüt. Regensburg verlor die Partie mit 5:1.
Im Sommer 2015 wechselte Dürmeyer zum Bayernligisten TSV Bogen.